# Ugo Malaguti
Ugo Malaguti (Bologna, 21 luglio 1945 – Bologna, 26 settembre 2021) è stato un autore di fantascienza, editore e traduttore italiano.

## Biografia
Scrisse inizialmente anche con lo pseudonimo di Hugh Maylon.
Negli anni sessanta diresse la collana di narrativa fantascientifica Galassia (Casa Editrice La Tribuna) e la Libra Editrice. Successivamente fondò la casa editrice Perseo, di cui diresse la storica rivista di fantascienza Nova SF* pubblicata dalla Elara libri (che detiene i diritti editoriali che furono di Perseo libri). Fu inoltre traduttore e sceneggiatore cinematografico.

## Opere

### Romanzi
- I giganti immortali, 1963 (con lo pseudonimo di Hugh Maylon)
- Il sistema del benessere, 1965
- I figli del grande nulla, 1965 (con lo pseudonimo di Hugh Maylon)
- S.O.S. per la galassia, 1965 (con lo pseudonimo di Hugh Maylon)
- Satana dei miracoli, 1966
- La ballata di Alain Hardy, 1968
- L'odissea di Alain Hardy, 1968
- Il palazzo nel cielo, 1970

### Raccolte
- Storie di ordinario infinito, 1989
- Millennium, 2001